# Patriarcado de Venecia
El patriarcado de Venecia (en latín: Patriarchatus Venetiarum y en italiano: Patriarcato di Venezia) es una circunscripción eclesiástica de la Iglesia católica en Italia. Se trata de un patriarcado latino, sede metropolitana de la provincia eclesiástica de Venecia. Desde el 31 de enero de 2012 su patriarca es Francesco Moraglia.

## Territorio y organización

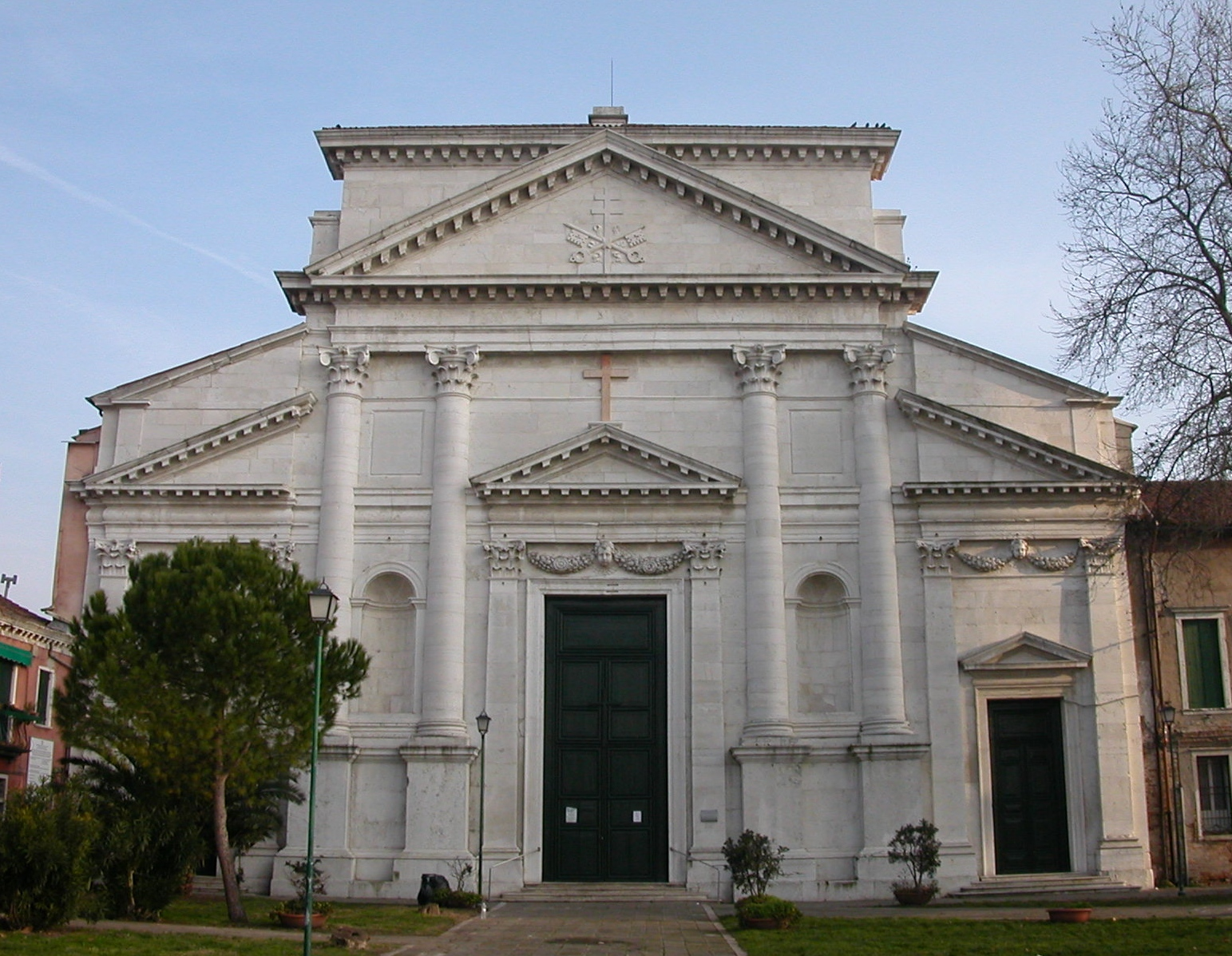
Basílica de San Pedro, en Castello, un distrito de Venecia

El patriarcado tiene 840 km² y extiende su jurisdicción sobre los fieles católicos de rito latino residentes en parte de la región de Véneto comprendiendo en la ciudad metropolitana de Venecia las comunas de: Mira, Quarto d'Altino, Cavallino-Treporti, Jesolo, Eraclea y gran parte de las de Caorle y Venecia (excepto la isla de Pellestrina, que es parte de la diócesis de Chioggia con 4 parroquias). A estos se añade una porción muy pequeña de la comuna de Mirano (algunas calles al sureste de la capital de Mirano pertenecientes a la parroquia de Marano Veneziano, en el vicariato de Gambarare), luego una parte de la comuna de San Donà di Piave (fracción de Cittanova, con su propia parroquia), la localidad de Ca' Nani de Jesolo (dependiente de la parroquia de Santa Maria di Piave, en la diócesis de Treviso) y las fracciones San Giorgio di Livenza, Brussa y Castello di Brussa, en la comuna de Caorle (con sus propias parroquias, la primera de las cuales está en la diócesis de Vittorio Veneto y las otras dos en la diócesis de Concordia-Pordenone).

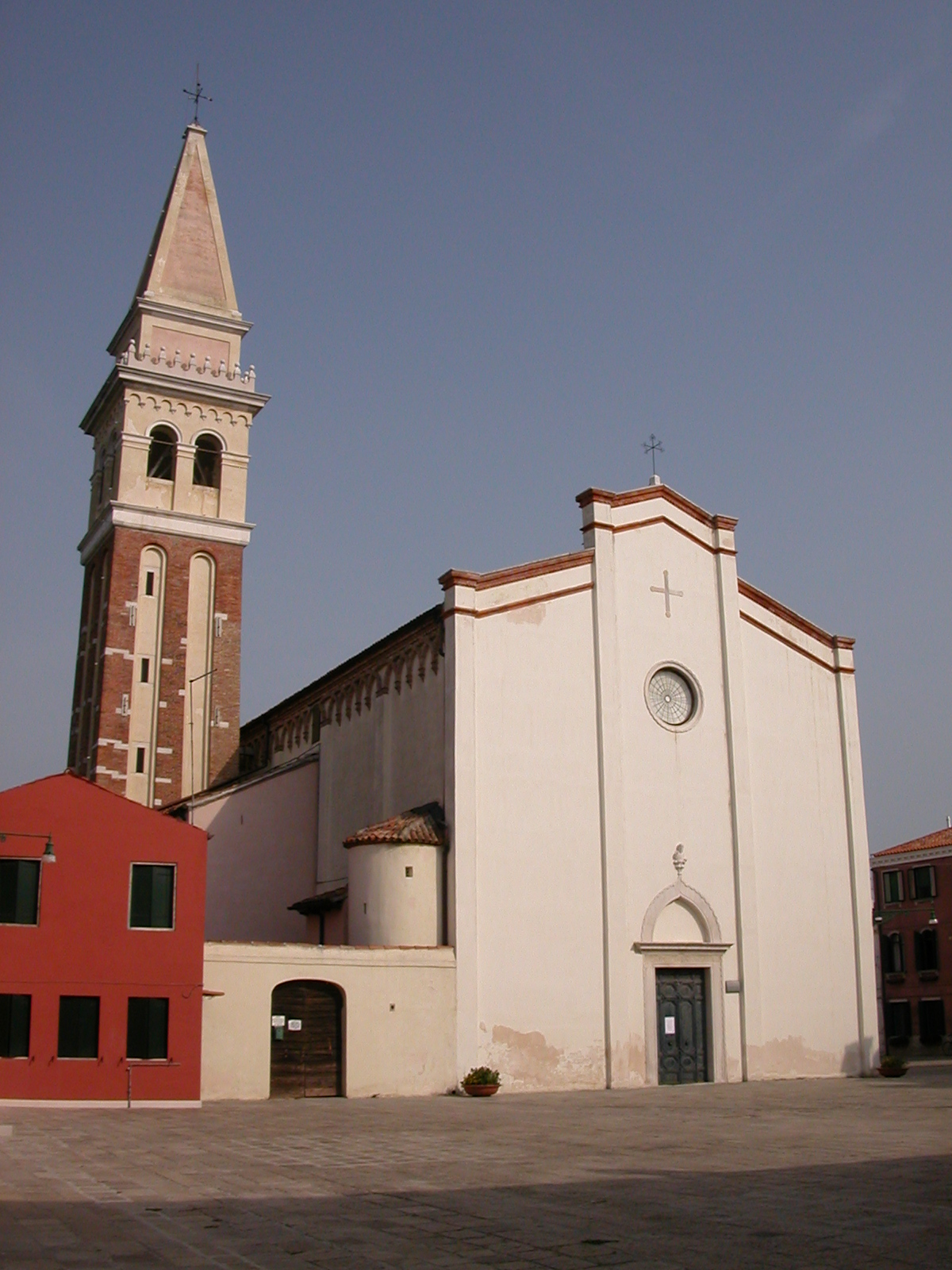
Iglesia de Santa María Asunta, en Malamocco

La sede del patriarcado se encuentra en la ciudad de Venecia, en donde se halla la Catedral basílica de San Marcos y la basílica de San Pietro di Castello, antigua catedral de la diócesis de Castello y luego catedral del patriarcado hasta 1807. En el territorio patriarcal hay otras antiguas catedrales: la iglesia de Santa María Asunta, en Malamocco, sede de la diócesis de Malamocco, que en el siglo XII fue trasladada a Chioggia; la basílica de Santa María Asunta, en Torcello, antigua catedral de la diócesis de Torcello; y la basílica de San Esteban Protomártir, en Caorle. En la comuna de Jesolo sobreviven los restos de la antigua Catedral de Santa María Asunta, de la diócesis de Equilio. En el territorio patriarcal existen además otras basílicas menores:
- la basílica de San Pedro, en Castello, un distrito de Venecia;
- la basílica de Santa María Asunta y San Donato, en Murano;
- la basílica de San Giorgio Maggiore, en la isla de San Giorgio Maggiore;
- la basílica de Santa Maria della Salute, en Venecia;
- la basílica de Santa María dei Frari, en Venecia;
- la basílica de San Juan y San Pablo, en Venecia.

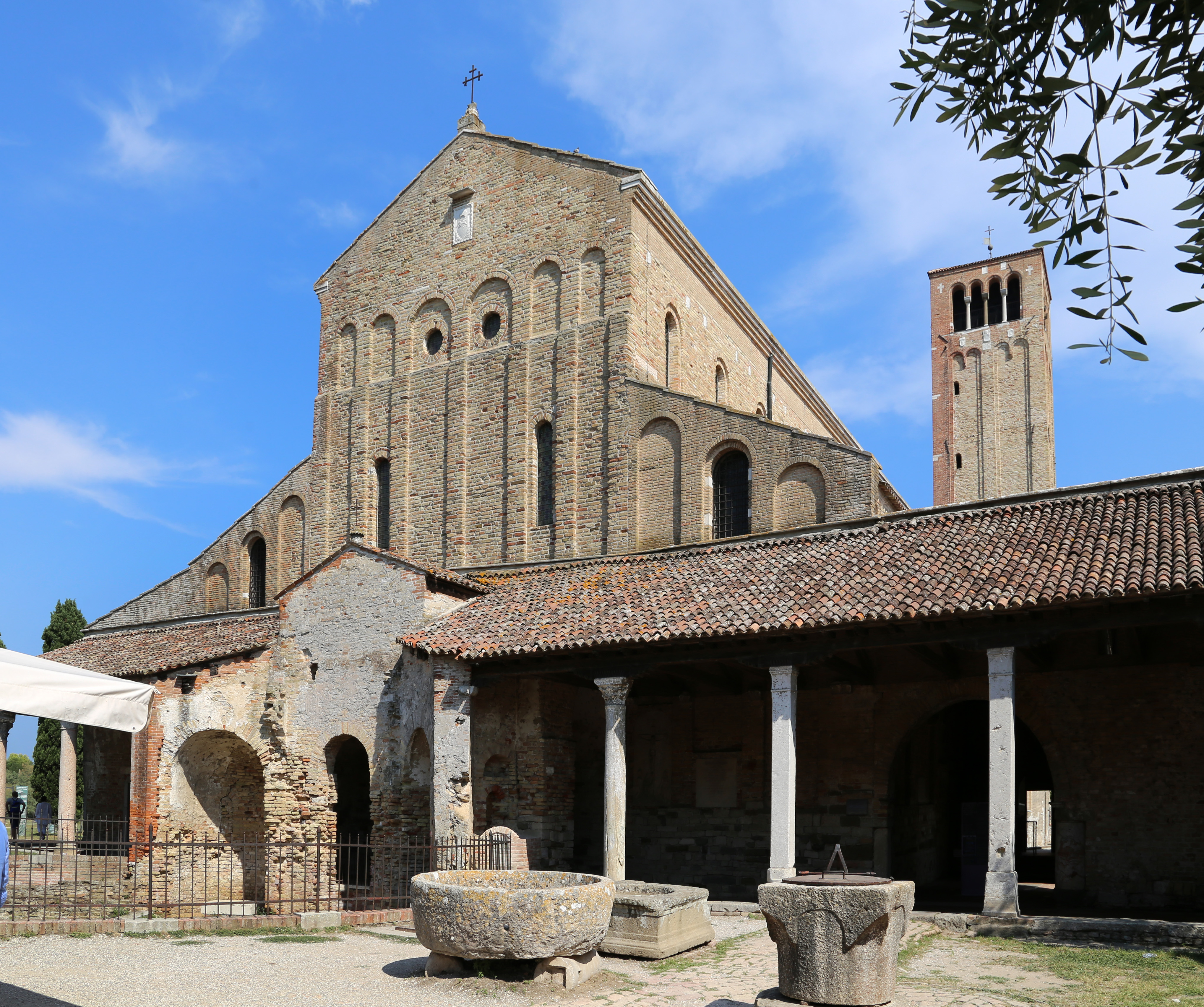
Basílica de San Esteban Protomártir, en Caorle

En 2022 en el patriarcado existían 125 parroquias agrupadas en 9 vicariatos: San Marco-Castello-Cannaregio-Estuario-Lido, San Polo-Santa Croce-Dorsoduro, Mestre-Carpenedo-Castellana, Favaro-Altino, Marghera, Gambarare, Eraclea, Jesolo y Caorle.

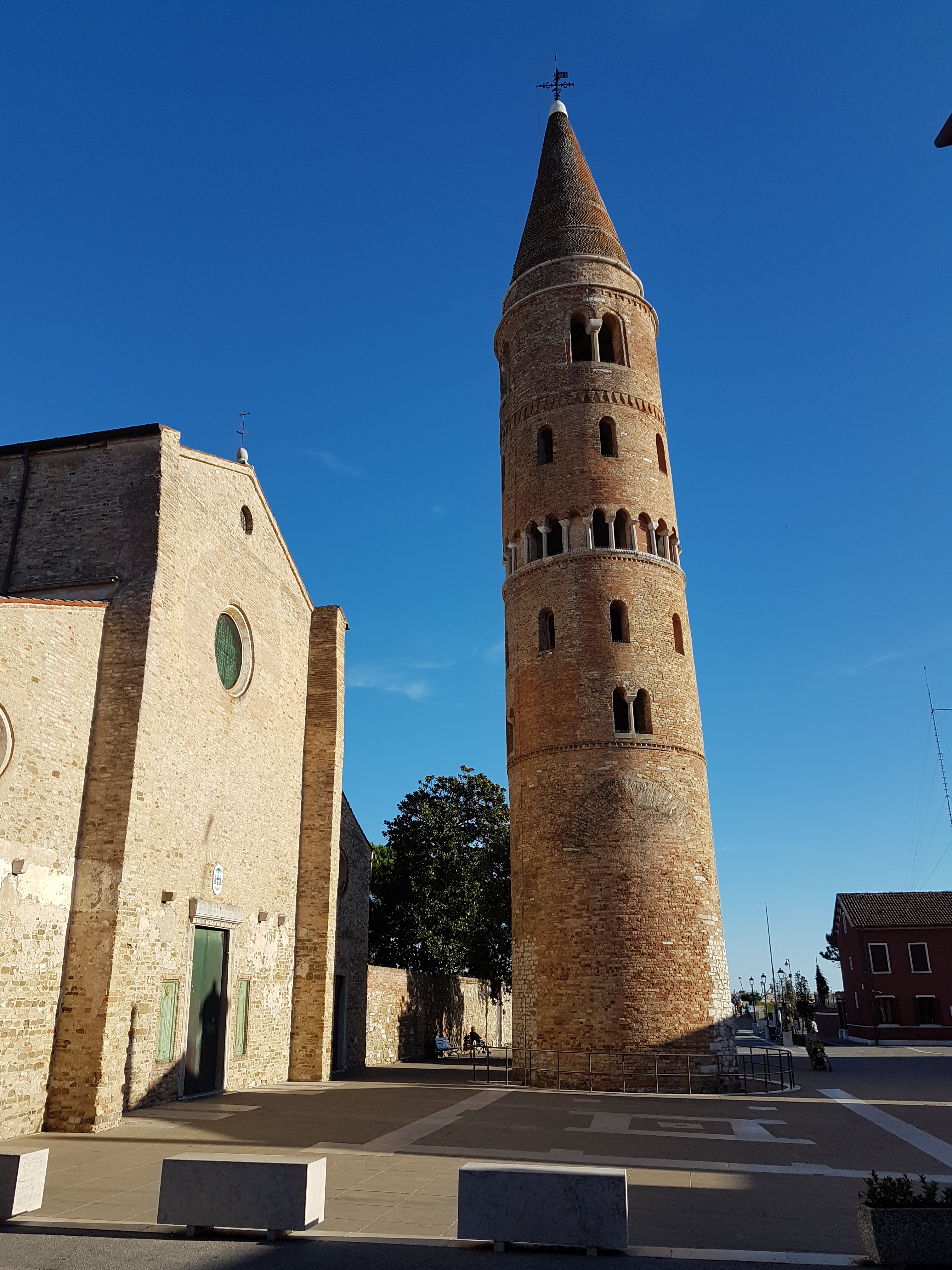
Basílica de Santa María Asunta, en Torcello

De 1818 a 1968 existió también una forania de Torcello, que comprendía los territorios de la extinta diócesis de Torcello, con las parroquias de Torcello, San Magno de Tre Palade, San Michele del Quarto, San Giovanni Battista de Jesolo, Santa Maria de Jesolo, Santa Maria Elisabetta del Cavallino, Santissima Trinità de Treporti, San Martino de Burano, Santa Caterina de Mazzorbo, Santa Maria e Donato de Murano y San Pietro de Murano. Fue sustituida por el vicariato del Estuario, con sede a Burano, luego a su vez integrado en el vicariato de Cannaregio-Estuario.

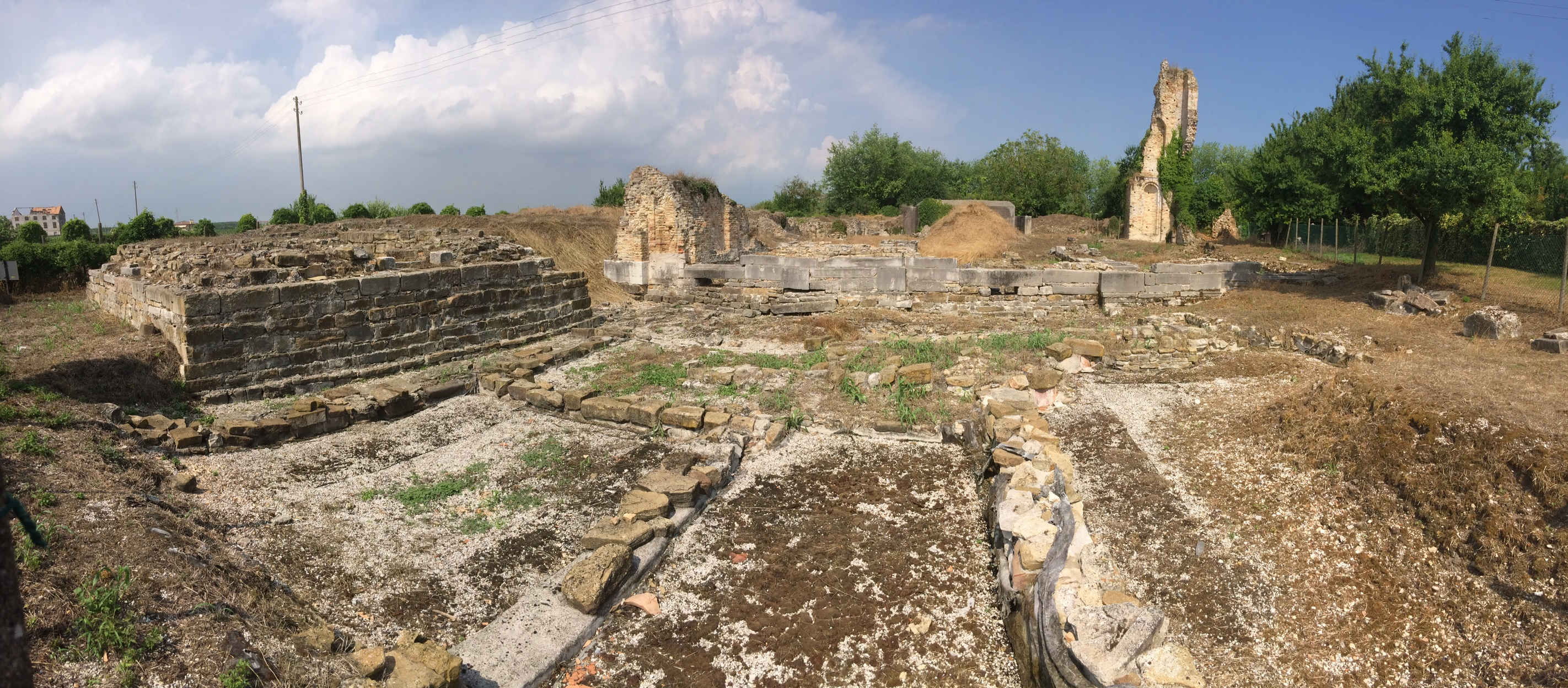
Restos de la antigua Catedral de Santa María Asunta de la diócesis de Equilio

El patriarcado tiene como sufragáneas a las diócesis de: Adria-Rovigo, Belluno-Feltre, Chioggia, Concordia-Pordenone, Padua, Treviso, Verona, Vicenza y Vittorio Veneto.

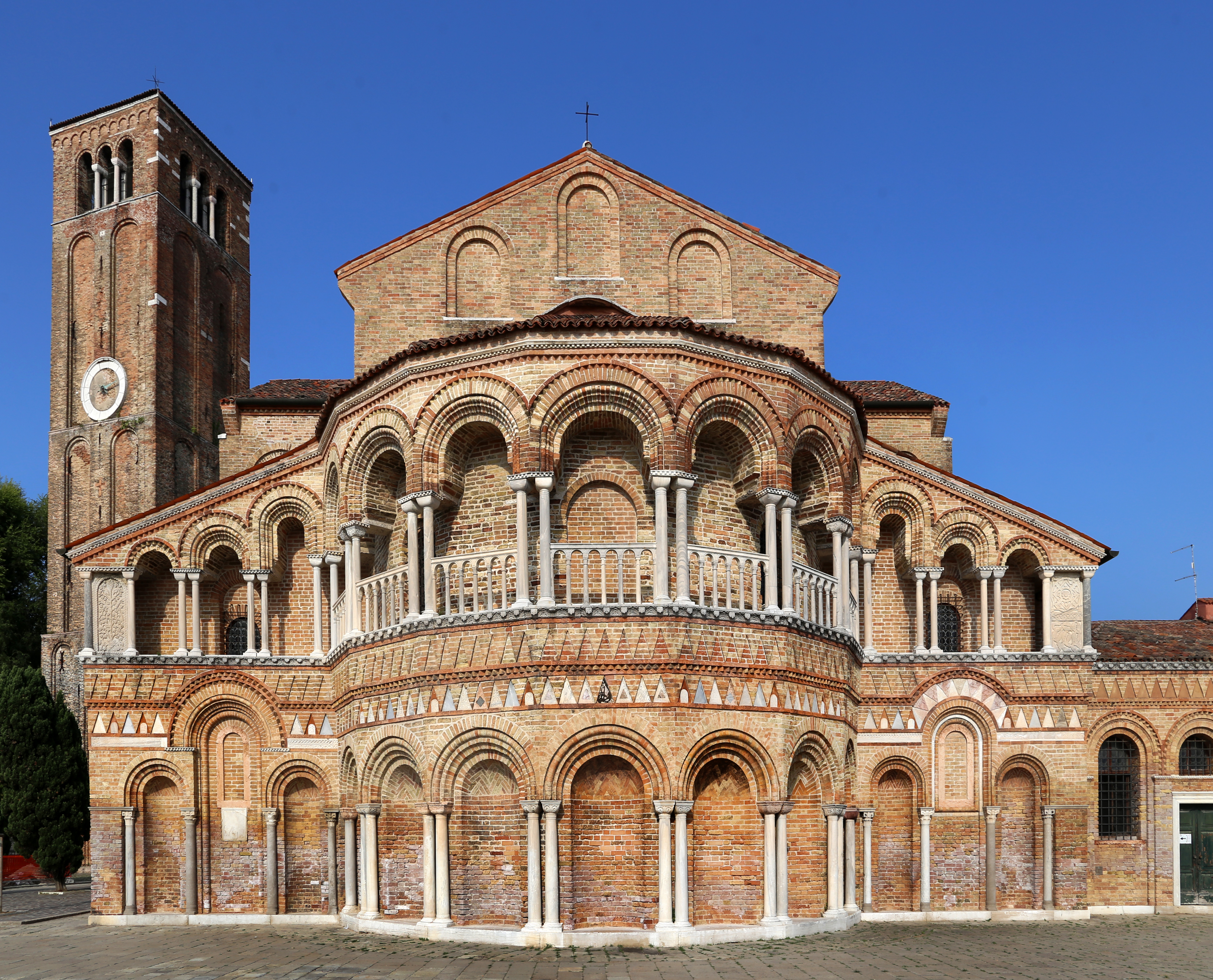
Basílica de Santa María Asunta y San Donato, en Murano

## Historia
El título se remonta al 8 de octubre de 1451 y es heredero del antiguo patriarcado de Grado. Este último fue instituido en el año 607 debido al cisma que dividió el patriarcado de Aquilea: el territorio se dividió en dos sedes: de Grado, prorromana, y de Cormòns, cismática. Tras el fin del cisma (699) el patriarcado de Grado quedó independiente y se le reconocieron como sufragáneas las numerosas diócesis de la Venetia maritima (comprendida entre la laguna de Venecia y la Istria, entonces dominio bizantino).
En el 774, el desarrollo urbanístico de Venecia dio lugar a la fundación de la diócesis de Olivolo (que tomó el nombre de Castello en el siglo XI) y, por el mismo motivo, también el patriarca de Grado acabó trasladándose a la ciudad lagunar en 1105, instalándose cerca de la iglesia de San Silvestre.
Cuando, durante la Edad Media, los numerosos centros insulares de la Laguna se fueron aglomerando, dando a Venecia una fisonomía más unitaria, resultó que en la ciudad había simultáneamente cuatro cargos eclesiásticos de rango episcopal, cada uno con su propia jurisdicción:
- el patriarca de Grado, con sede en la iglesia de San Silvestre (que obviamente, con sus dependencias, estaba incluida en la diócesis de Grado);
- el obispo de Castello, con cátedra en San Pedro, en Castello;
- el primicerium de la basílica de San Marcos, primer canónigo de la Capilla Palatina Ducal, o de la Iglesia estatal de la República de Venecia;
- el patriarca latino de Constantinopla, título creado después de la conquista cruzada de Constantinopla (1204) y reservado a los venecianos, quienes lo transfirieron a la ciudad alrededor de 1268, después de la reconquista bizantina de 1261.

A estas se añadieron otras diócesis con sede en la laguna: Torcello, Chioggia, Caorle, Equilio y Eraclea.
Durante el siglo XV se produjeron una serie de cambios que reformaron profundamente la organización territorial de la Iglesia en la zona.
En 1440 el papa veneciano Eugenio IV unió la diócesis suprimida de Eraclea al patriarcado de Grado.
El 8 de octubre de 1451, mediante la bula Regis aeterni del papa Nicolás V, se suprimieron el patriarcado de Grado y la diócesis de Castello. Con los territorios y las jurisdicciones de ambas fue erigido el patriarcado de Venecia, cuyo primer obispo fue el castellano Lorenzo Justiniano. La sede patriarcal quedó en la basílica de San Pedro de Castello, anterior catedral de la diócesis castellana.
A pesar del título altisonante, el territorio del patriarcado de Venecia era muy modesto y durante siglos fueron originalmente limitados a una sola ciudad y algunos enclaves en el continente: Gambarare, heredera de la abadía de San Hilario, y los restos del patriarcado de Grado, Latisana y la llamada Compardo (seis parroquias situadas al este de Conegliano). Tenía solo tres sufragáneas: Chioggia, Torcello y Caorle.
En 1465 la diócesis de Cittanova, que desde 1448 había sido entregada in commendam a los patriarcas, volvió a tener su propio obispo. En 1466 la diócesis suprimida de Equilio fue agregada al patriarcado.
El 10 de enero de 1604, el Senado veneciano prohibió la fundación de hospitales administrados por eclesiásticos, monasterios, iglesias y otros lugares de culto sin autorización previa de la signoria; el 26 de marzo de 1605 otra ley prohibía la enajenación de bienes inmuebles de los laicos a los eclesiásticos, quienes ya poseían, a pesar de ser sólo una centésima parte de la población, casi la mitad de la propiedad territorial de la República; y limitó la jurisdicción del tribunal eclesiástico, previendo la remisión a los tribunales civiles de los eclesiásticos responsables de delitos particularmente graves. El 17 de abril de 1606 el papa Paulo V excomulgó al Senado y puso un entredicho sobre la Serenísima mediante la bula Superioribus mensibus, medidas que retiró recién el 21 de abril de 1607. Estos acontecimientos retrasaron la confirmación romana del patriarca Francesco Vendramin, que se produjo en 1608, tres años después del nombramiento por el Senado de la Serenísima; Además, no pudo tomar posesión de su sede hasta enero de 1609.
En 1751 el patriarcado de Aquilea fue abolido y el de Venecia permaneció como el único título patriarcal en la región.
En 1807, después de que la caída de la República hubiera hecho inútil el cargo de primicerius de la basílica de San Marcos, la cátedra fue colocada definitivamente en la basílica de San Marcos. Esta decisión obtuvo sanción canónica con la bula papal Ecclesias quae del 24 de septiembre de 1821.
La primera ampliación importante de las fronteras tuvo lugar el 1 de mayo de 1818 mediante la bula De salud dominici gregis de papa Pío VII. Las diócesis suprimidas de Caorle (compuesta por sólo dos parroquias) y Torcello (once parroquias) fueron unidas al patriarcado. Por otra parte, Grado pasó a Gorizia y Gradisca, y Latisana a Údine, mientras que las seis parroquias del Campardo Conegliano pasaron a Ceneda. En cuanto a la metrópolis, se extendió a todo el Véneto y Friuli (excepto Gorizia y Gradisca, y Trieste).
Del 8 al 12 de agosto de 1897 Venecia fue sede del V Congreso Eucarístico Nacional Italiano.
Otros cambios importantes se produjeron en el siglo XX: en 1919 se adquirió el territorio de la isla de Lido (parroquia de Malamocco), hasta entonces parte de la diócesis de Chioggia. En 1927 la diócesis de Treviso, mediante la bula Ob nova del papa Pío XI, cedió la mayor parte de la foranía de Martellago, con las parroquias de Chirignago, Mestre, Dese, Favaro, Trivignano, Zelarino, Campalto y Carpenedo, así como las parroquias de Oriago, Borbiago y Mira.
En 1964, finalmente, se abolió el título de patriarca latino de Constantinopla.
El último cambio de límites se produjo el 29 de junio de 2018 cuando, mediante el decreto Quo aptius de la Congregación para los Obispos, cedió las dos parroquias de las fracciones de Brussa y Castello di Brussa, en la comuna de Caorle, a la diócesis de Concordia-Pordenone.

### Cambios en la provincia eclesiástica
La provincia eclesiástica de Venecia fue erigida el 8 de octubre de 1451, el mismo día de la erección del patriarcado veneciano, que heredó las diócesis sufragáneas que habían sido del patriarcado de Grado, es decir, las cuatro diócesis de Caorle, Chioggia, Equilio y Torcello, que pronto quedaron reducidas a tres cuando en 1466 se suprimió la sede de Equilio y su territorio se incorporó al del patriarcado.
La provincia eclesiástica sufrió un cambio drástico a principios del siglo XIX. De hecho, el 1 de mayo de 1818 fueron suprimidas las diócesis de Caorle y Torcello, pero la provincia eclesiástica absorbió a todas las sufragáneos de la provincia eclesiástica de Údine, que fue suprimida al mismo tiempo. Así, junto a la sede de Chioggia, la provincia eclesiástica comprendía otras 14 diócesis: Údine, Padua, Vicenza, Verona, Treviso, Ceneda, Concordia, Belluno, Feltre Adria, Cittanova, Capodistria, Parenzo y Pola.
Posteriormente, el número de distritos eclesiásticos se redujo debido a estos cambios: el 30 de junio de 1828 fue abolida la diócesis de Cittanova; las diócesis de Parenzo y Pola fueron unidas aeque principaliter, mientras que la diócesis de Capodistria pasó a estar inmediatamente sujeta a la Santa Sede. El 27 de julio de 1830, Parenzo y Pola también abandonaron la provincia eclesiástica de Venecia, siendo anexionadas a la de Gorizia; Finalmente el 14 de marzo de 1847 la sede de Údine fue elevada al rango de sede metropolitana sin sufragáneas.
Tras el último cambio, que llevó en 1986 a la unión plena de Belluno y Feltre en una única diócesis, la provincia eclesiástica de Venecia incluye, además de la sede metropolitana patriarcal, 9 diócesis sufragáneas.

## Estadísticas
Según el Anuario Pontificio 2023 el patriarcado tenía a fines de 2022 un total de 304 740 fieles bautizados.
| Año                                                                             | Población            | Población | Población      | Sacerdotes | Sacerdotes    | Sacerdotes    | Bautizados por sacerdote | Diáconos permanentes | Religiosos | Religiosos | Parroquias |
| Año                                                                             | Bautizados católicos | Total     | % de católicos | Total      | Clero secular | Clero regular | Bautizados por sacerdote | Diáconos permanentes | Varones    | Mujeres    | Parroquias |
| ------------------------------------------------------------------------------- | -------------------- | --------- | -------------- | ---------- | ------------- | ------------- | ------------------------ | -------------------- | ---------- | ---------- | ---------- |
| 1950                                                                            | 376 200              | 382 316   | 98.4           | 486        | 230           | 256           | 774                      |                      | 666        | 2875       | 74         |
| 1969                                                                            | 430 000              | 432 915   | 99.3           | 602        | 281           | 321           | 714                      |                      | 351        | 1680       | 121        |
| 1980                                                                            | 451 000              | 465 000   | 97.0           | 556        | 258           | 298           | 811                      |                      | 428        | 1450       | 126        |
| 1990                                                                            | 419 200              | 437 500   | 95.8           | 504        | 241           | 263           | 831                      | 12                   | 373        | 1323       | 128        |
| 2000                                                                            | 368 157              | 373 560   | 98.6           | 394        | 225           | 169           | 934                      | 29                   | 239        | 879        | 128        |
| 2001                                                                            | 366 292              | 371 870   | 98.5           | 392        | 216           | 176           | 934                      | 25                   | 247        | 819        | 128        |
| 2002                                                                            | 365 030              | 370 558   | 98.5           | 390        | 214           | 176           | 935                      | 23                   | 239        | 790        | 128        |
| 2003                                                                            | 362 814              | 368 339   | 98.5           | 394        | 219           | 175           | 920                      | 23                   | 233        | 763        | 128        |
| 2004                                                                            | 365 332              | 370 895   | 98.5           | 392        | 226           | 166           | 931                      | 31                   | 227        | 736        | 128        |
| 2011                                                                            | 349 163              | 376 659   | 92.7           | 393        | 236           | 157           | 888                      | 27                   | 224        | 558        | 128        |
| 2012                                                                            | 348 922              | 376 399   | 92.7           | 392        | 233           | 159           | 890                      | 27                   | 228        | 539        | 128        |
| 2015                                                                            | 327 000              | 384 469   | 85.1           | 313        | 173           | 140           | 1044                     | 33                   | 223        | 462        | 128        |
| 2016                                                                            | 313 477              | 368 551   | 85.1           | 306        | 170           | 136           | 1024                     | 29                   | 197        | 419        | 129        |
| 2018                                                                            | 311 855              | 366 676   | 85.0           | 301        | 167           | 134           | 1036                     | 31                   | 201        | 398        | 127        |
| 2019                                                                            | 310 640              | 365 251   | 85.0           | 299        | 167           | 132           | 1039                     | 30                   | 219        | 368        | 125        |
| 2020                                                                            | 309 900              | 364 382   | 85.0           | 272        | 167           | 105           | 1139                     | 39                   | 181        | 360        | 125        |
| 2022                                                                            | 304 740              | 358 312   | 85.0           | 266        | 160           | 106           | 1145                     | 27                   | 179        | 319        | 125        |
| Fuente: Catholic-Hierarchy, que a su vez toma los datos del Anuario Pontificio. |                      |           |                |            |               |               |                          |                      |            |            |            |

## Episcopologio
El patriarcado de Venecia ha sido tradicionalmente una sede cardenalicia: desde 1827 hasta 2011 todos los patriarcas fueron también cardenales. El patriarca de Venecia también ostenta históricamente el título de primado de Dalmacia. El uso del título de patriarca de Venecia y primado de Dalmacia está atestiguado todavía a finales del siglo XVIII  (en latín patriarchæ Venetiarum Dalmatiæque primatis).)
En el siglo XX, tres patriarcas llegaron a papas: san Pío X, san Juan XXIII y el beato Juan Pablo I.

### Últimos patriarcas de Venecia
- Cardenal Marco Cé † (7 de diciembre de 1978-5 de enero de 2002 retirado)
- Cardenal Angelo Scola (5 de enero de 2002-28 de junio de 2011 nombrado arzobispo de Milán)[nota 3]
- Francesco Moraglia, desde el 31 de enero de 2012

## Culto

### Rito
El rito litúrgico seguido en el patriarcado de Venecia es el romano. Sin embargo, hasta 1596, con la normalización decretada por el Concilio de Trento, la metrópolis de Venecia siguió un rito particular, llamado rito patriarcal, de tradición aquileana y heredado del patriarcado de Grado. Este rito particular permaneció parcialmente en uso en la basílica de San Marcos hasta 1807, cuando fue incorporado al patriarcado y elevado a iglesia catedral. Características particulares del rito patriarcal eran una distribución diferente de las fiestas litúrgicas y el tipo particular de canto litúrgico, llamado precisamente canto patriarcal o aquileano.

### Fiestas religiosas particulares
- Fiesta de San Marcos, santo patrón celebrado el 25 abril;
- Sensa, peregrinación a la iglesia de San Nicolás del Lido el día del Ascensión;
- Fiesta del Redentor, peregrinación a la basílica del Santísimo Redentor en el tercer domingo de julio;
- Fiesta de San Roque, copatrono de la ciudad, celebrada el 16 agosto;
- Fiesta quinquenal de la Madonna del Ángel, peregrinación a Caorle la semana que comprende el 8 septiembre (sucesiva desde 2015);
- Fiesta de la Madre de la Salud, peregrinación a la basílica de Santa Maria de la Salud el 21 noviembre.

### Santos y reliquias
La Iglesia veneciana conserva un gran número de reliquias y cuerpos de santos:
- la reliquia de san Marcos Evangelista, conservada en la basílica de San Marcos, en Venecia;
- la reliquia de san Gerardo Sagredo, obispo y mártir, conservada en la basílica de los Santos María y Donado, en Murano;
- la reliquia de san Donado de Eurea, conservada en la basílica de los Santos María y Donado, en Murano;
- la reliquia de san Juan el Limosnero, conservada en la iglesia de San Giovanni in Bragora, en Venecia;
- la reliquia de san Lorenzo Justiniano, conservada cerca de la basílica de San Pedro de Castillo;
- la reliquia de san Roque, conservada en la iglesia homónima;
- la reliquia de san Tarasio, conservada en la iglesia de San Zacarías;
- la reliquia de san Zacarías, conservada en la iglesia de San Zacarías;
- la reliquia de san Isidoro de Quíos, conservada en una capilla de la basílica de San Marcos;
- la reliquia de santa Fosca, conservada en la iglesia de Santa Fosca, en Torcello;
- la reliquia de santa Lucía, conservada en la iglesia de San Geremia;
- la reliquia de san Esteban protomártir, conservada en la iglesia homónima;
- la reliquia de san Magno, obispo de Oderzo y de Eraclea, conservada en la iglesia de Santa Maria Concetta de Eraclea;
- Reliquias de santa Elena emperatriz, madre de Constantino, conservada en la iglesia de Santa Elena Emperatriz, en Venecia;
- el cráneo de san Esteban protomártir, conservado cerca del duomo de Sant Esteban de Caorle;
- el cráneo de santa Cecilia, conservado cerca de la basílica de Santa Maria Asunta a Torcello;
- reliquias de san Nicolás de Bari, conservadas cerca de la iglesia de San Nicolò del Lido;
- reliquias de san Juan el Bautista, conservadas cerca de la iglesia de San Juan en Bragora;
- reliquias de san Atanasio de Alejandría, cuyo cuerpo fue descubierto en 1950, conservado en la iglesia de San Zacarías;
- reliquias de santa Bárbara, conservadas en la iglesia de San Martín, en Burano;
- el icono de la Madonna Nicopeia, conservada en la basílica de San Marcos.

### Insignias patriarcales
A los patriarcas venecianos que no son cardenales se les ha concedido desde la antigüedad el uso extraordinario de la púrpura romana, prestando particular atención al birrete púrpura que monta la borla como las otras dignidades episcopales, para no confundirla con la impuesta por el pontífice durante el consistorio para la creación de nuevos cardenales.
Otra diferencia radica en el tipo de color: el rojo que llevan los cardenales es "jaspeado", es decir, tiene vetas en el rojo, mientras que el rojo que lleva un patriarca no cardenalicio es uniforme, es decir, sin vetas (ni jaspeado).
El derecho del patriarca no cardenalicio a llevar la vestimenta púrpura está, sin embargo, limitado al territorio de la metrópolis: fuera de ella debe, de hecho, utilizar las normales vestimentas episcopales púrpuras.
El escudo de armas de los patriarcas católicos, como el del patriarca de Venecia, presenta un galero verde con quince borlas a cada lado y se distingue del de los cardenales por los colores verde y dorado, en lugar del rojo.